# Catedral de Nantes
A Catedral de Nantes, ou Catedral de São Pedro e São Paulo de Nantes (em francês: Cathédrale Saint-Pierre-et-Saint-Paul de Nantes), é uma catedral gótica católica romana localizada em Nantes, País do Loire, na França. A construção começou em 1434, no local de uma catedral românica, e levou 457 anos para ser concluída, em 1891. Desde 1862 ela é listada como um monumento histórico pelo Ministério da Cultura da França.

## Antecedentes
A reconstrução da catedral começou entre o início e meados do século XV, em uma época em que Nantes e a Bretanha eram comercialmente prósperas, dando início a projetos arquitetônicos de grande escala, em parte devido à política diplomática oportunista e habilidosa de João V, duque da Bretanha, em um período de turbulência política e conflito com a Inglaterra.

## História
A pedra fundamental da catedral foi lançada em 14 de abril de 1434, por João V, duque da Bretanha e Jean de Malestroit, bispo de Nantes (1417-1443). O primeiro arquiteto responsável foi Guillaume de Dammartin, que mais tarde foi substituído por Mathurin Rodier. A construção começou com a fachada oeste, os corredores da nave e suas capelas laterais.
Leniaud et al. dividem o processo de construção em cinco fases. A primeira fase ocorreu entre cerca de 1434 e 1470. Nesse período, a fachada oeste e o tramo da torre foram construídos, assim como o corredor sul da nave com suas capelas e os pilares da arcada sul. As bases desses pilares se assemelham às do coro do Monte Saint-Michel, que foi iniciado após 1444. As armas do duque João, falecido em 1442, foram colocadas na escada para a sacada, acima do portal ducal, no lado sul do tramo sul da torre. As abóbadas do campanário dessa torre foram decoradas com as armas do bispo Guillaume de Malestroit (1443-1462). O trifório do tramo da torre foi construído em um estilo anterior e diferente (gótico tardio flamejante, com uma rede de rendilhado reticulado) do que o da nave propriamente dita. A decoração em bronze do portal central foi realizada em 1482.
A segunda fase ocorreu aproximadamente entre 1470 e 1490. Durante esse período, foram construídas a nave, o corredor norte e suas capelas. Elas foram concluídas em 1485 ou um pouco depois. A parede oeste do transepto norte e o píer de travessia noroeste, provavelmente até a altura da capital, também foram construídos nesse período.

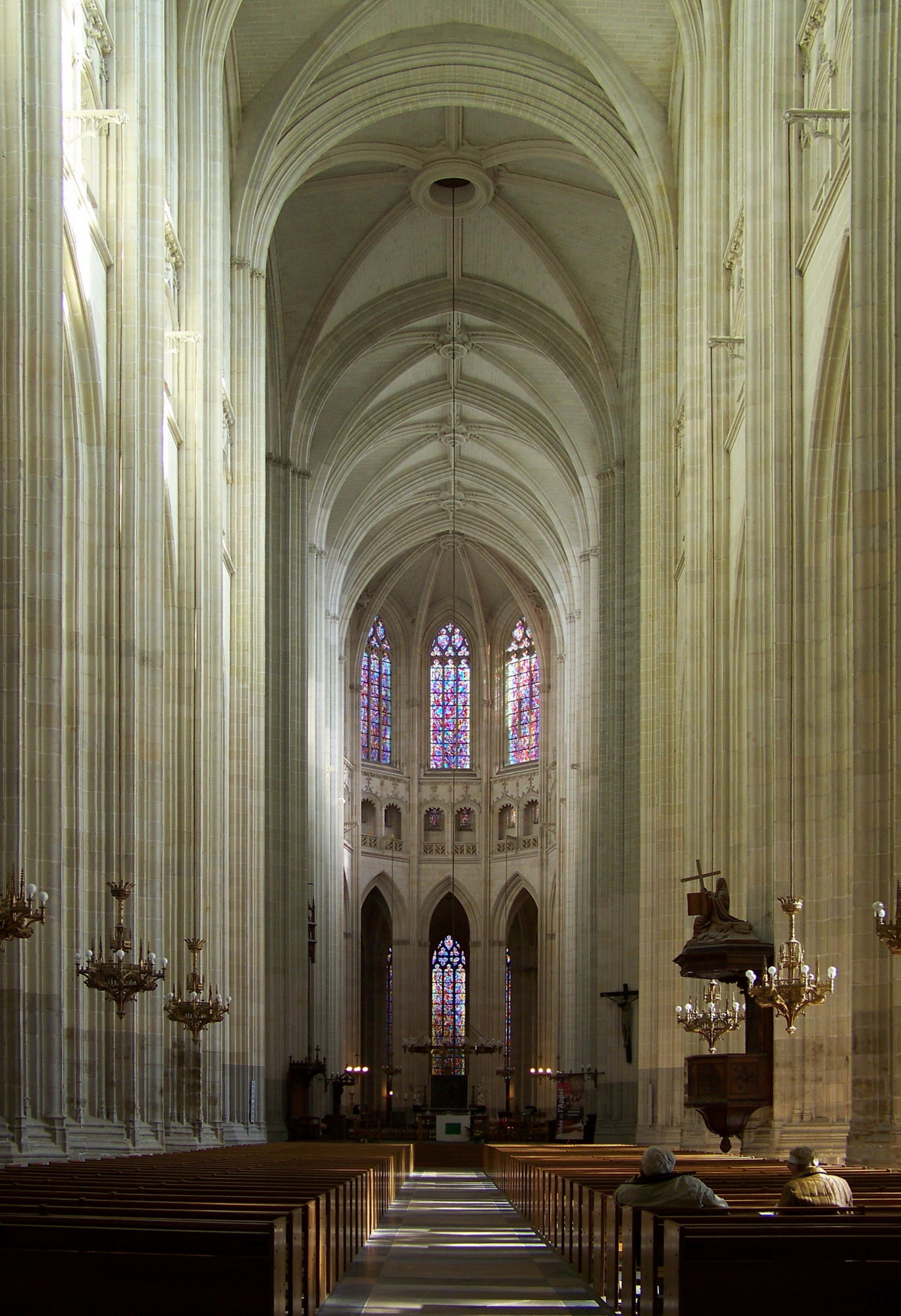
A nave

Na terceira fase, entre 1500 e 1516, o vidro da grande janela oeste foi instalado (1498), como um presente da Rainha Ana. Em 1500, foi realizada a abóbada do primeiro tramo da nave. De 1508 a 1516, o tramo leste do corredor sul da nave e sua capela foram concluídos e abobadados; o transepto sul foi iniciado, terminando a maior parte das partes superiores de sua parede oeste em 1519-1520. O apoio financeiro veio do bispo Guillaume Guegen e o arquiteto responsável foi Jacques Drouet.
A última fase é a pós-medieval. Ela se estendeu de 1626 a 1630, aproximadamente, e levou à conclusão da abóbada alta da nave (quatro tramos a oeste) e à construção dos panos da nave. O transepto sul foi concluído em algum momento entre 1631 e 1637, ou talvez mais tarde, em um estilo gótico simpático. Louis Le Vau recomendou ao Capítulo de Nantes, por volta de 1650, a construção do coro em estilo gótico.
O restante do transepto norte e o coro, sob a direção de São Félix Seheult (arquiteto da cidade), foram concluídos entre 1840 e 1891, em uma época de grande reavivamento da fé católica. A longa espera também se deveu ao fato de que a antiga igreja românica ficava exatamente ao lado das muralhas de proteção da cidade, que tiveram de ser derrubadas antes da conclusão do coro, destruindo os restos da catedral anterior, que foi coberta pela nova e maior.
O edifício foi danificado por um bombardeio dos Aliados durante a Segunda Guerra Mundial, em 15 de junho de 1944. Em 28 de janeiro de 1972, um incêndio de grandes proporções começou no telhado, que se acredita ter sido causado por um maçarico de um operário. Os bombeiros conseguiram controlá-lo, mas a estrutura de madeira foi severamente danificada e muitos outros danos foram causados. Esse evento levou a uma restauração interna completa da catedral.
A elevação e a regularidade da planta da catedral são francesas. Ainda assim, a maioria dos detalhes é do gótico tardio, como, por exemplo, a ausência de capitéis, os pedestais com lados côncavos e bases separadas para as colunas, a traceria em estilo flamejante e o mascaramento dos pilares por hastes.

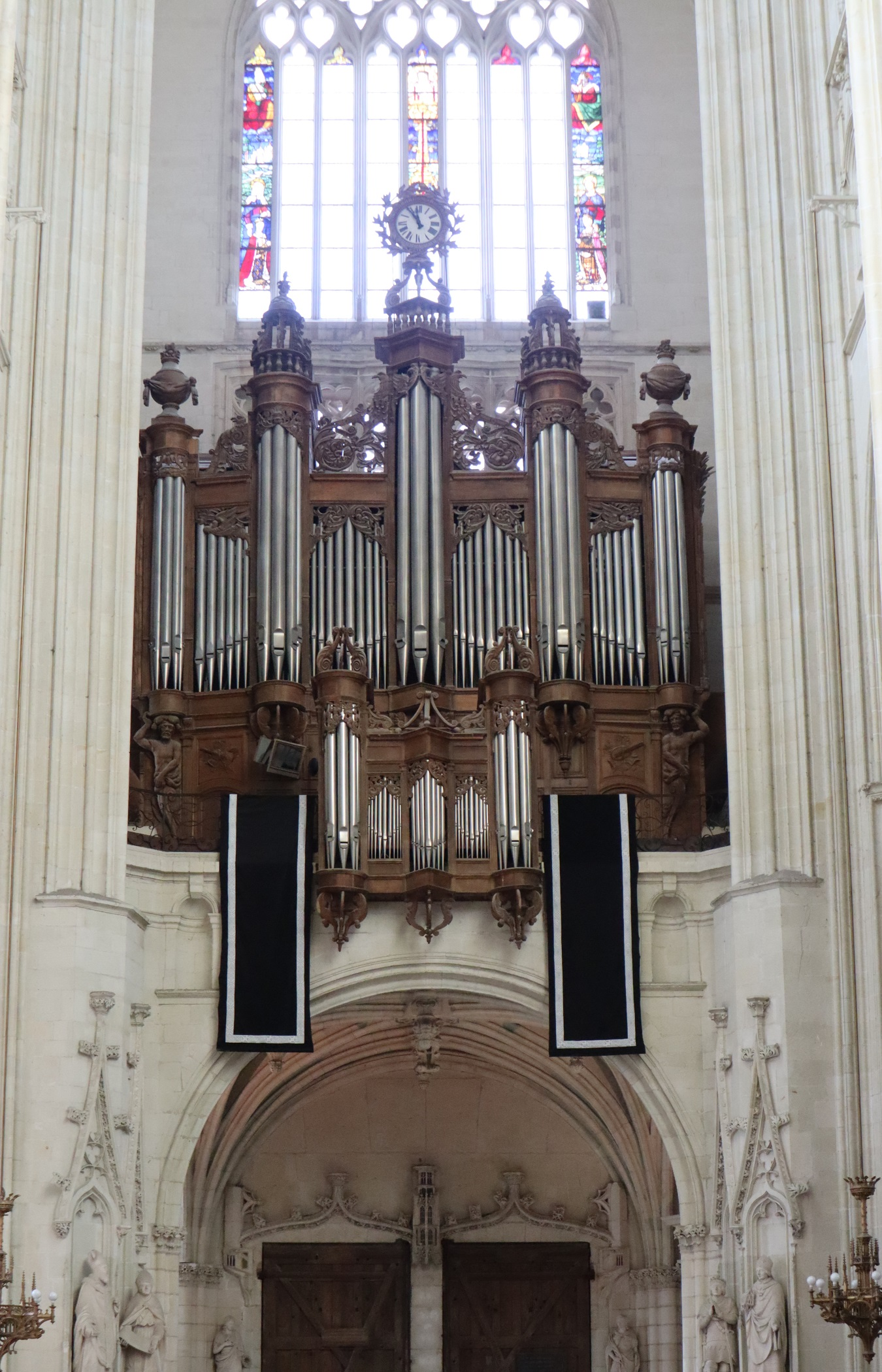
O órgão principal da catedral e os vitrais, ambos destruídos pelo incêndio de 2020

### Incêndio de 2020
Na madrugada de 18 de julho de 2020, um incêndio irrompeu em três partes da catedral, um concentrado no órgão principal na extremidade oeste, originalmente construído por Jacques Girardet em 1621, que foi destruído, um segundo perto de um órgão menor à esquerda do altar e o terceiro à direita do altar. Cerca de 100 bombeiros combateram o incêndio. A polícia investigou o incidente como um possível ato de incêndio criminoso. O chefe dos bombeiros Laurent Ferlay informou que a catedral sofreu menos danos do que a Notre-Dame de Paris em seu incêndio de 2019.
Após o incêndio, um voluntário da igreja de 39 anos, Emmanuel Abayisenga, um imigrante ruandês sem documentos que vivia na França desde 2012, foi detido para interrogatório, mas liberado sem acusação. No entanto, mais tarde ele foi preso novamente e confessou ter provocado o incêndio; ele foi acusado de incêndio criminoso. Seu advogado disse a um jornal que seu cliente "lamenta amargamente" suas ações.
Em 9 de agosto de 2021, Abayisenga supostamente assassinou o padre Olivier Maire, de 60 anos, em Saint-Laurent-sur-Sèvre, e foi novamente preso após se entregar em uma delegacia de polícia local. Ele estava sendo abrigado pelo padre no momento do assassinato e por vários meses antes. A Conferência Episcopal Francesa emitiu uma declaração na qual afirmava: "O autor desse assassinato, que se entregou aos gendarmes, estava sendo abrigado pelo Pe. Maire". Maire era o superior provincial de uma ordem religiosa, a Companhia de Maria, e estava abrigando o suspeito de incêndio criminoso na casa de missão da comunidade no momento do assassinato.

## Arquitetura

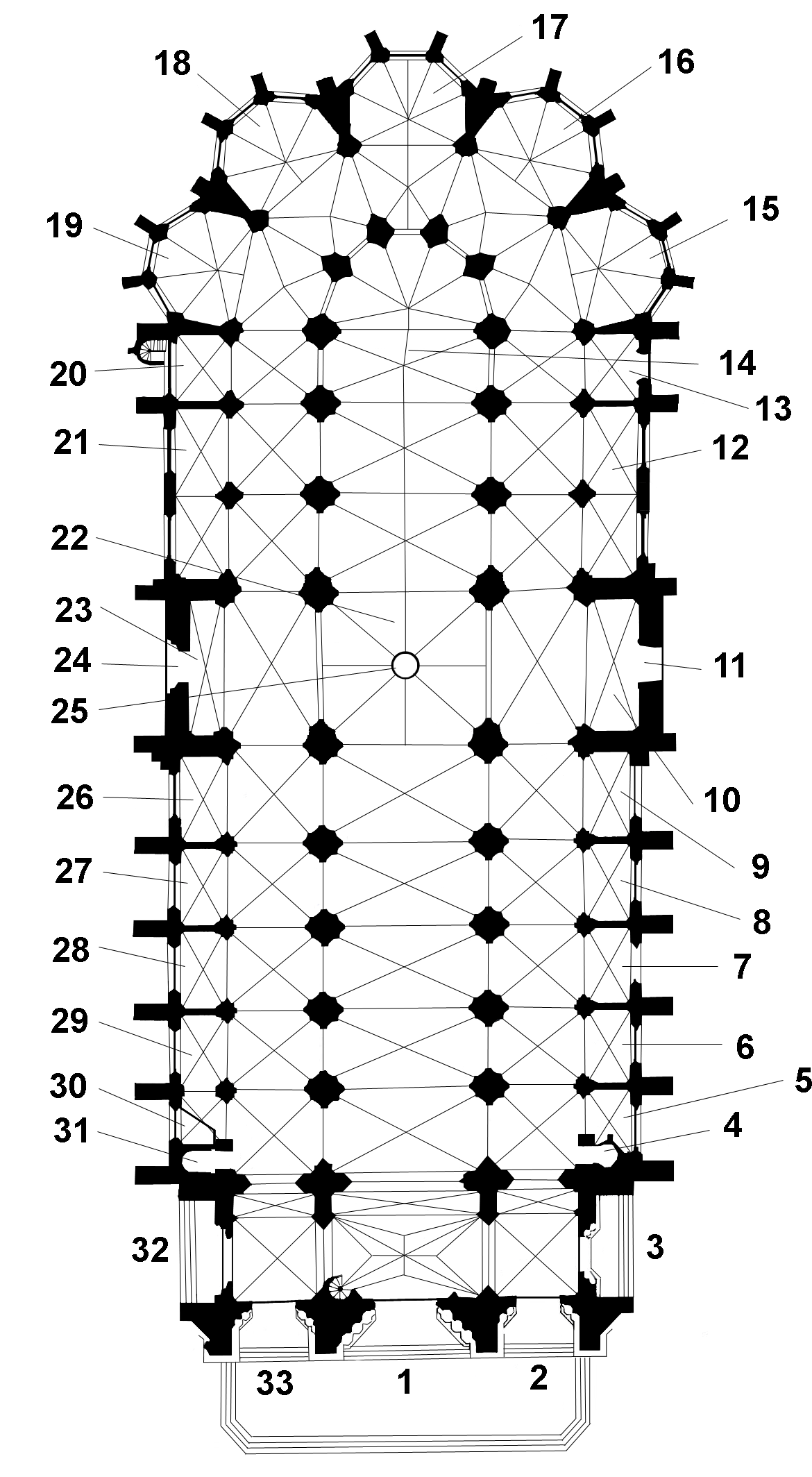
Planta da catedral

### Dimensões
Altura das torres - 63 m 
Altura do telhado - 49 m 
Altura da nave - 37,5 m 
Largura interna - 38,5 m 
Comprimento interno - 103 m
Comprimento da capela-mor - 30 m

### Exterior
A fachada da Catedral de Nantes é dominada por duas grandes torres, que se estendem acima do terraço superior. Ela apresenta várias características notáveis, por exemplo, (1) a presença de um púlpito externo, projetado para pregar para a multidão reunida na praça, e (2) a presença de cinco portões ricamente decorados, três deles na fachada e dois nas laterais (consultar planta, posições 1 - Portão principal, 2 - Portão de São Paulo, 3 - Portão de São Yves, 32 - Portão de São Donatien e São Rogatien e 33 - Portão de São Pedro).

### Interior
A fachada simples é amplamente compensada pelo polimento do interior do edifício. A brancura da pedra, acentuada pelo recente trabalho de restauração, as dimensões imponentes da nave e dos corredores e o efeito da imensa coluna interna criam uma atmosfera gótica no interior da catedral.
No interior da catedral estão os túmulos de Francisco II, Duque da Bretanha (posição 10) e de sua esposa Margarida de Foix, os (pais de Ana da Bretanha), feitos no início do século XVI por Michel Colombe e Jean Perréal. A construção também abriga o cenotáfio do General de Lamoricière (posição 23), um monumento erguido em 1878 em homenagem papal a ele.

## Galeria

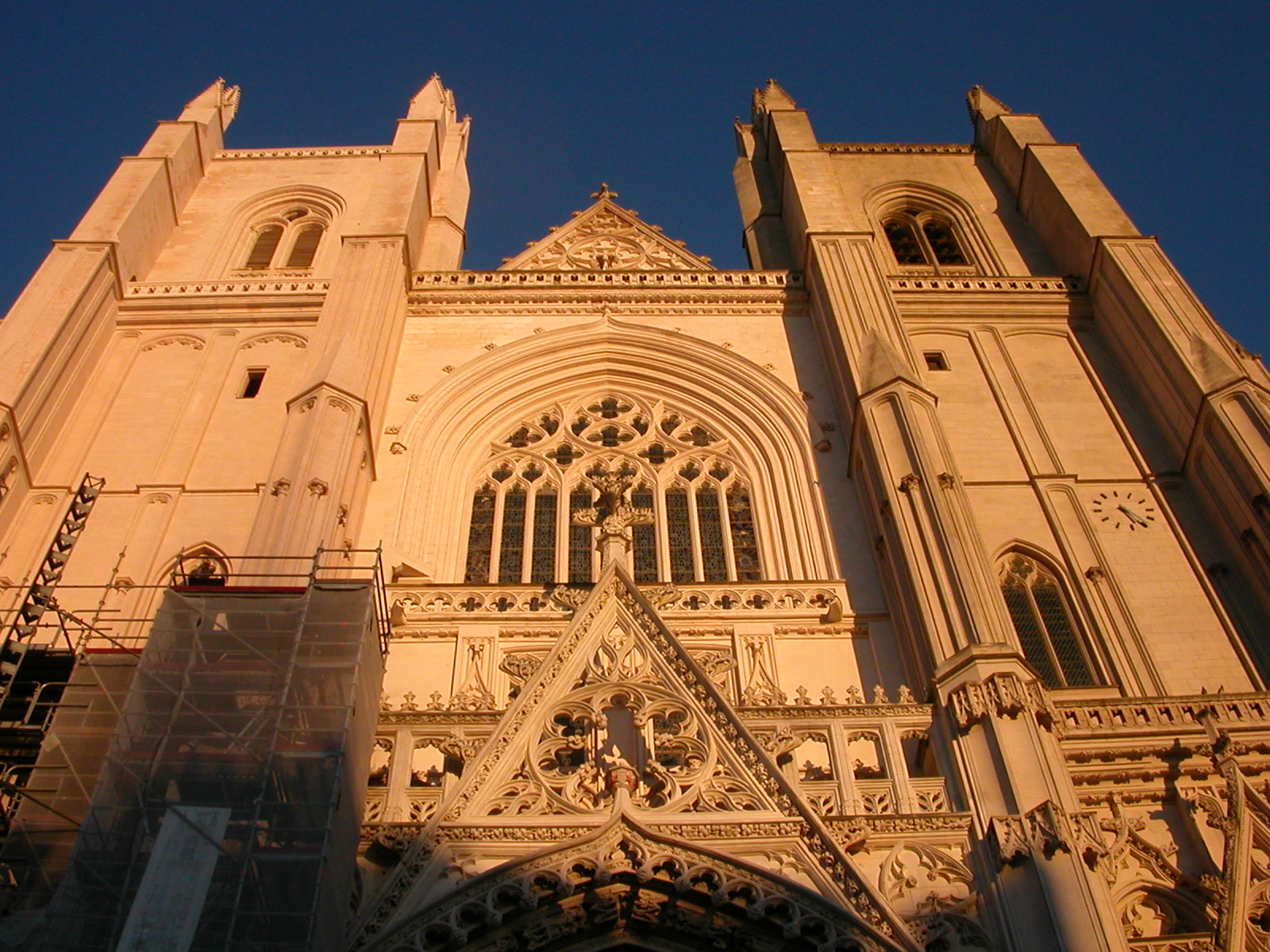
Fachada da Catedral de Nantes (janeiro de 2008). A torre norte possui uma cor diferente devido ao trabalho de restauração em andamento.
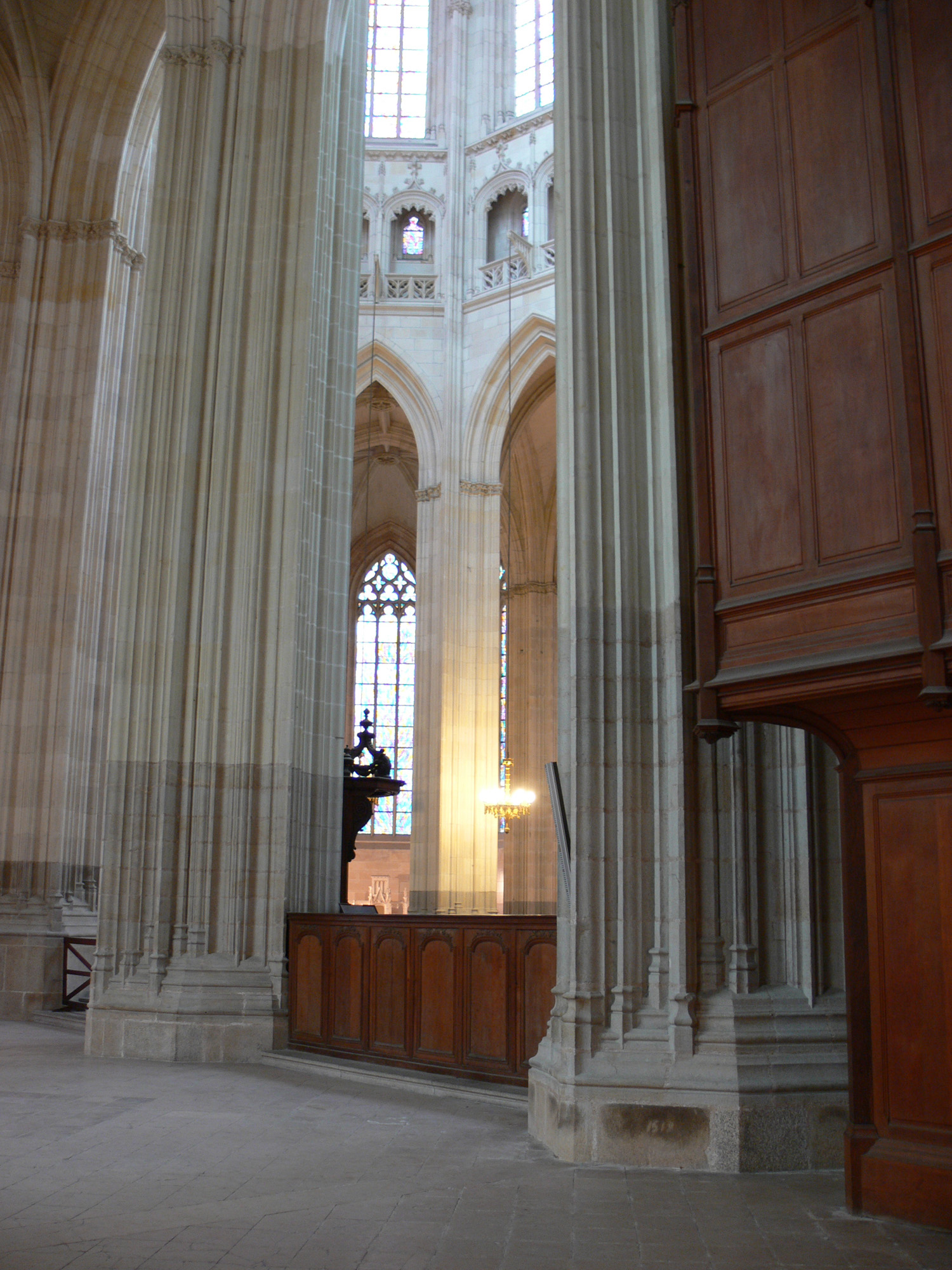
Catedral de Nantes. As bases das colunas mostram as características típicas do período gótico tardio.
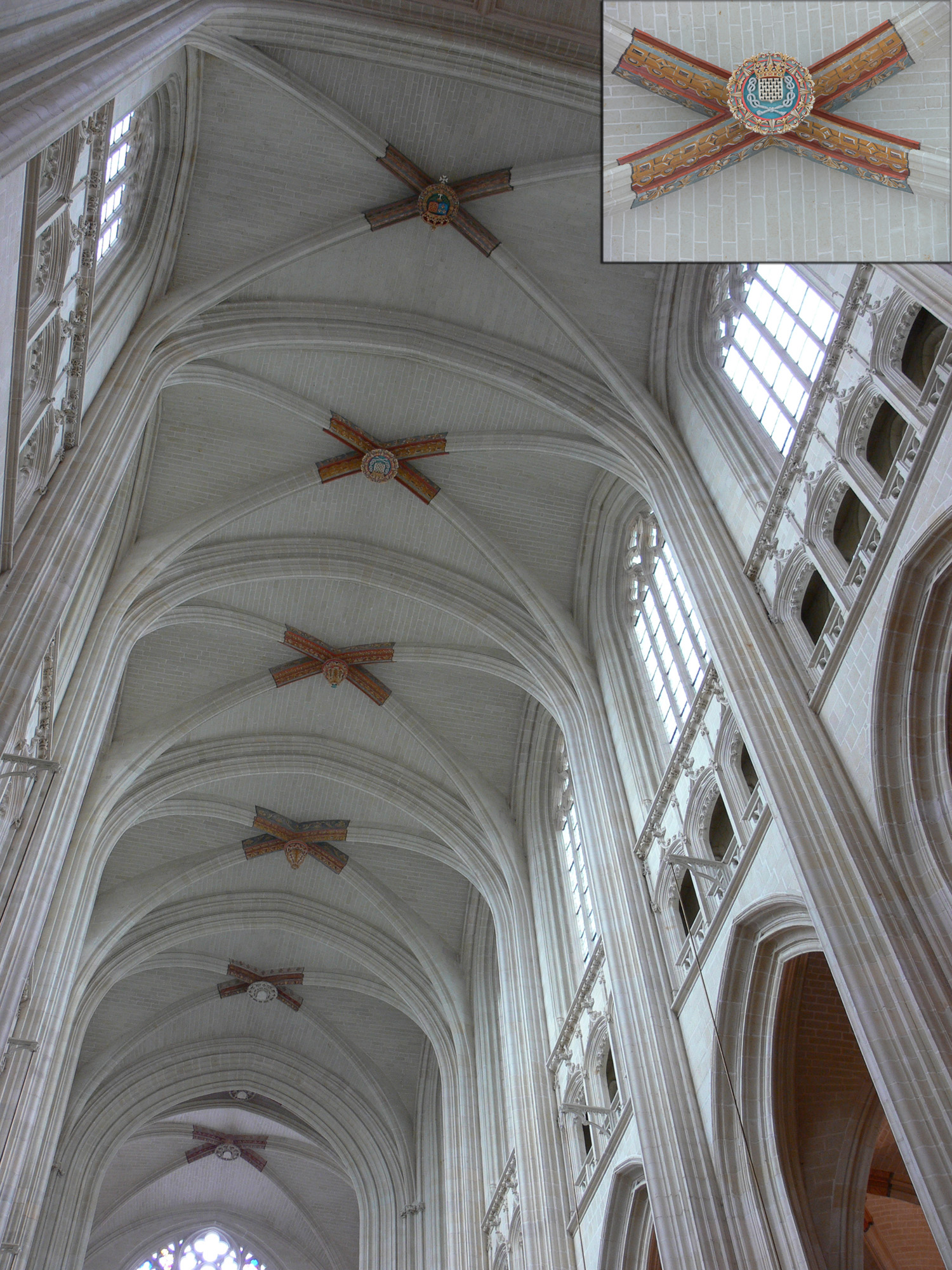
Catedral de Nantes, ornamentos na abóbada da nave
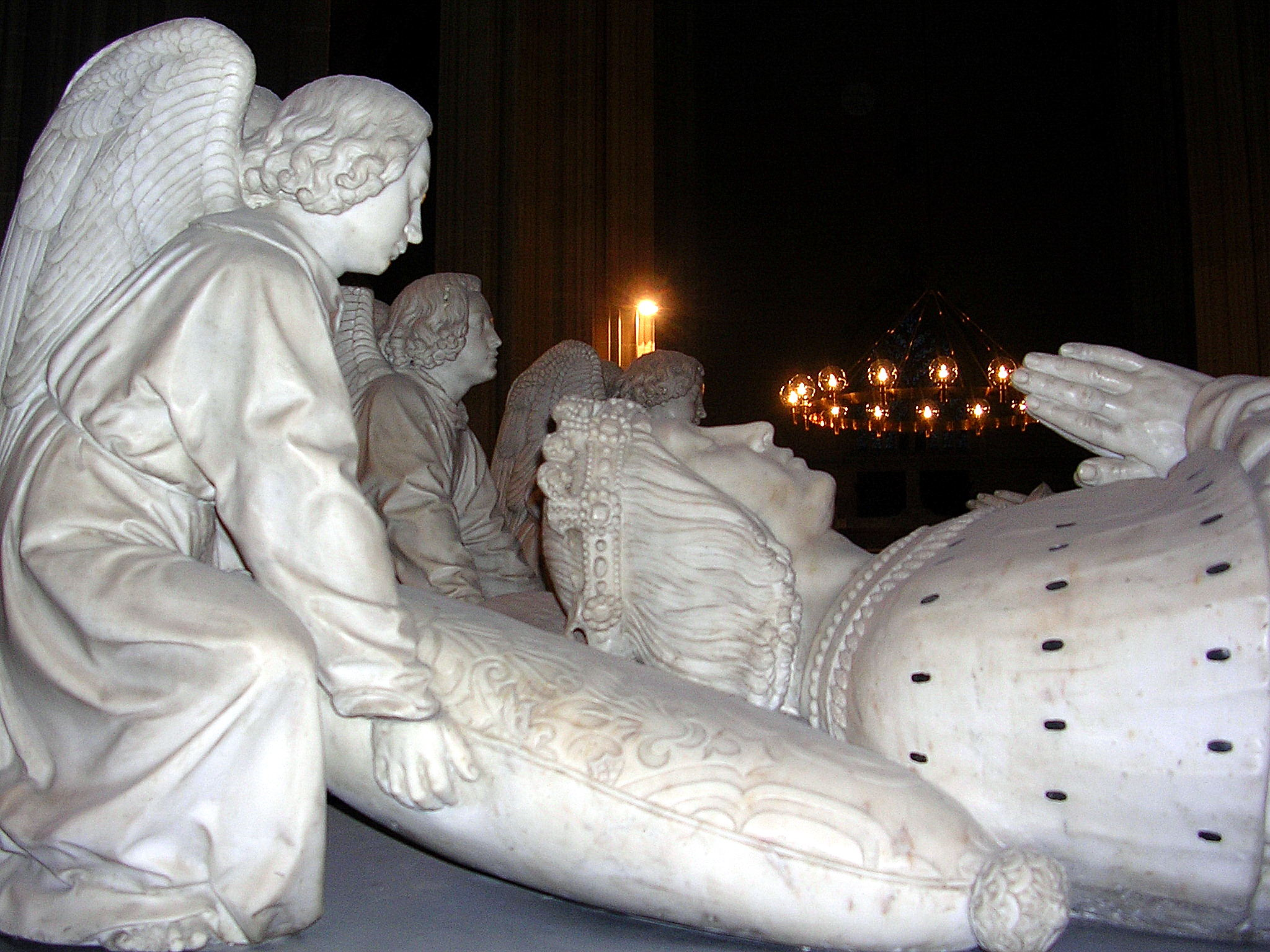
Túmulo de Francisco II, duque da Bretanha
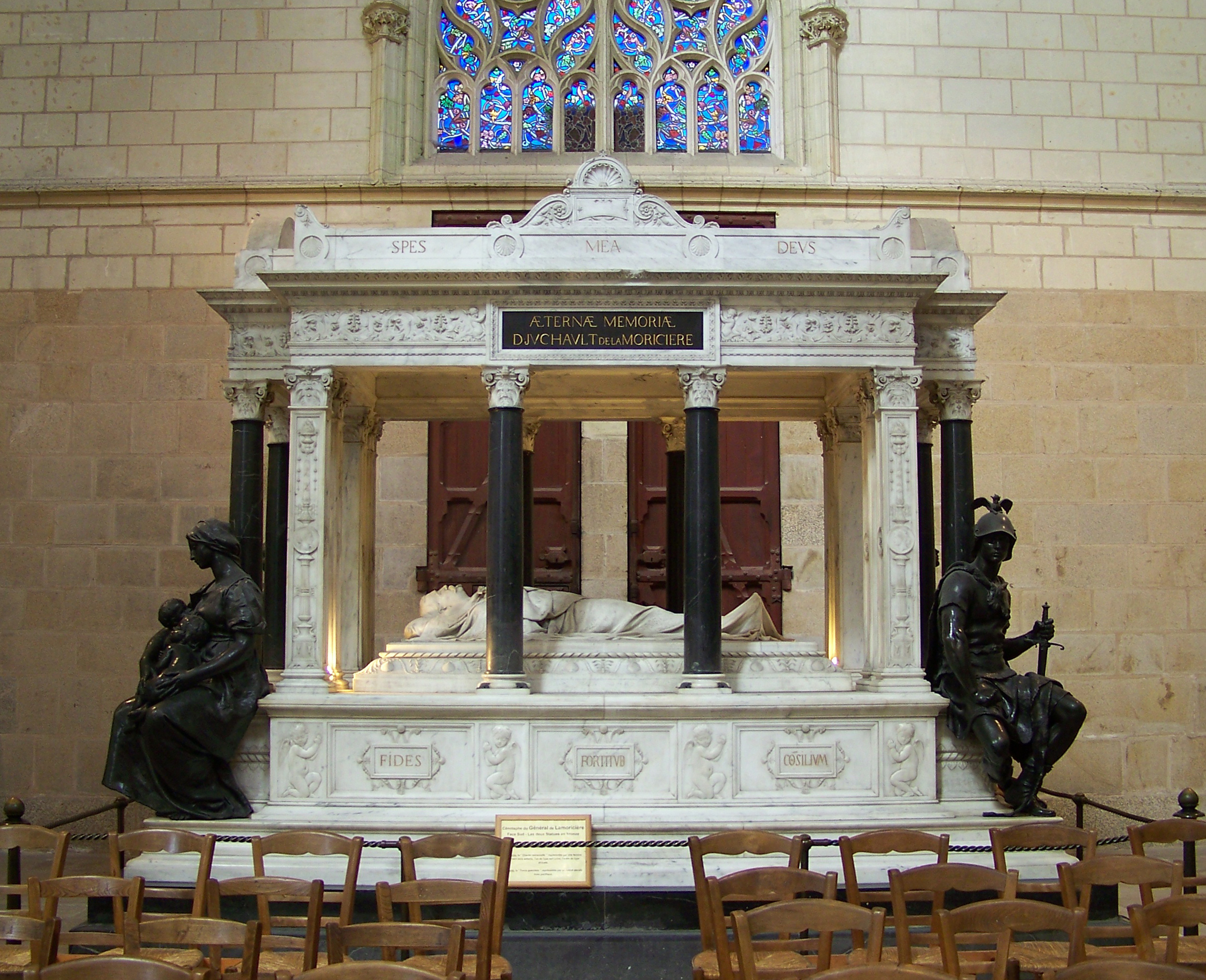
Cenotáfio do general de Lamoricière
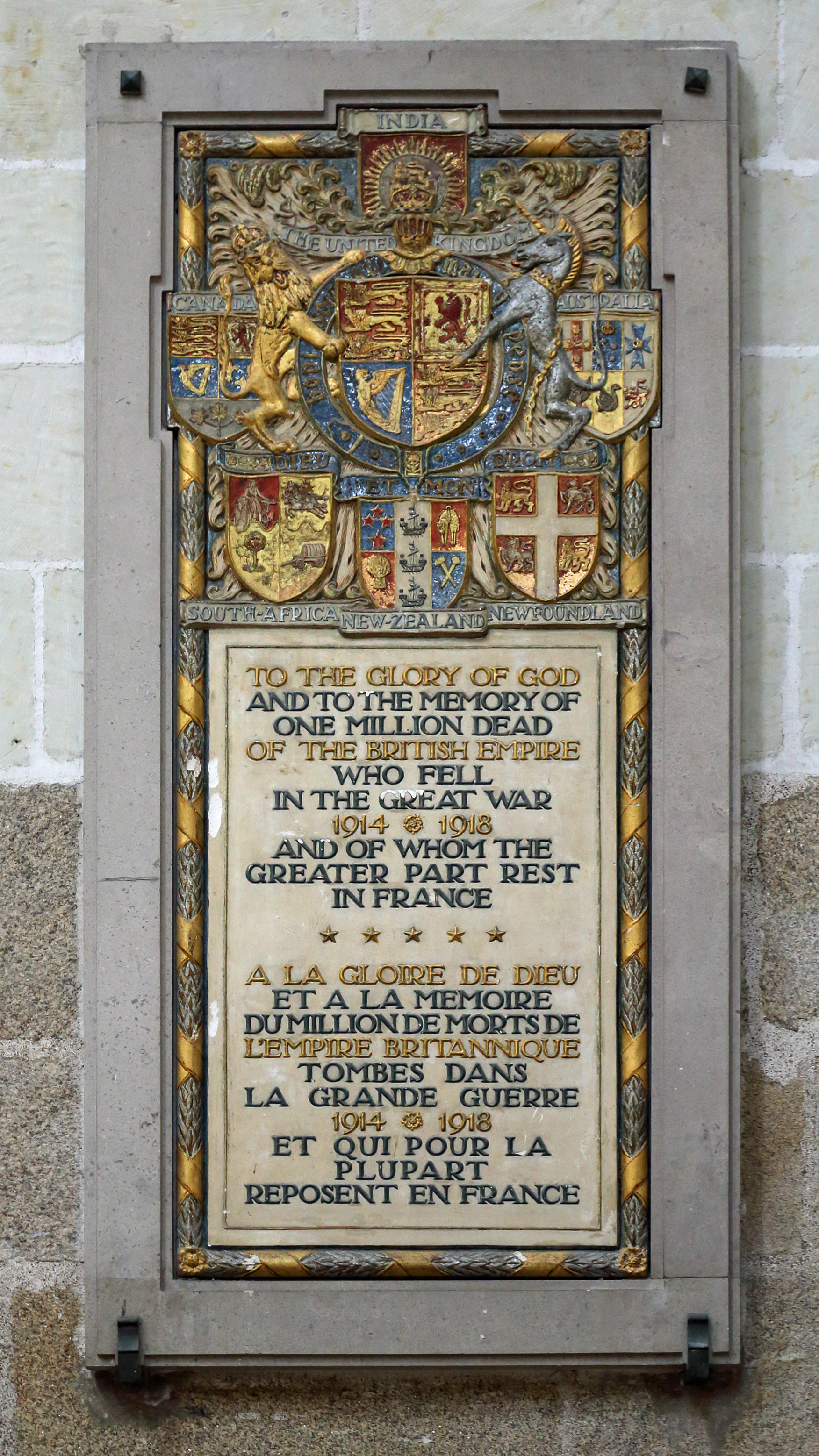
Placa memorial britânica da Primeira Guerra Mundial dentro da catedral
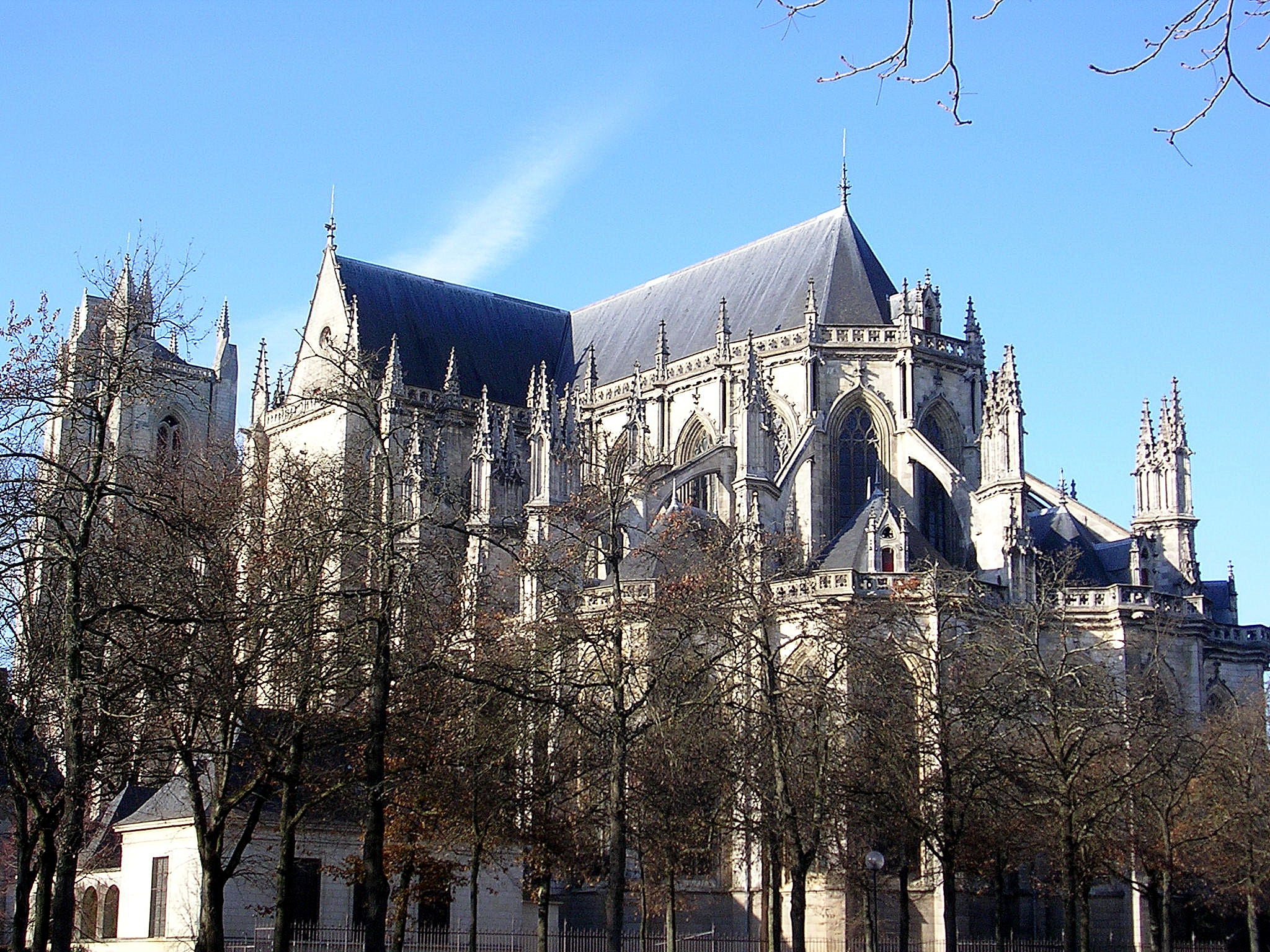
Catedral de Nantes, vista externa do lado do coro